# Pierre Soulages
Pierre Soulages (Rodez, 24. prosinca 1919. – Nîmes, 26. listopada 2022.) bio je francuski slikar, graver i kipar. Rođen je u Rodezu, Aveyron. Godine 1979. Pierre Soulages postao je stranim počasnim članom Američke akademije umjetnosti i književnosti. Od 1987. do 1994. izradio je 104 vitraja za romaničku crkvu opatije Sainte-Foy u Conquesu (Aveyron, Francuska). Soulages je bio prvi živući umjetnik koji je bio pozvan da izlaže u državnom Ermitaž u Sankt-Peterburg i u Galeriji Tretjakov u Moskvi (2001.).
Godine 2014. Predsjednik Francuske François Hollande opisao ga je kao "najvećeg živućeg umjetnika na svijetu."